# 麥可·普萊斯納
麥可·普萊斯納（英語：Michael Prysner，1983年6月15日—）是美國反戰人士，美國陸軍退伍軍人，曾參與過伊拉克戰爭。

## 生平
2009年，與其他人共同創立了由現役軍人和退伍軍人的反戰團體「March Forward!」。
2011年11月，於「佔領洛杉磯」示威活動中被捕，在繳納保釋金後獲釋。
普萊斯納是2019年紀錄片《Gaza Fights for Freedom》的製片人。
2021年9月19日，普萊斯納打斷了前總統小布希在加利福尼亞州比佛利山的演講，要求小布希為在「大規模殺傷性武器問題上撒謊」並導致「上百萬伊拉克人」死亡而道歉。

## 外部連結
- 麥可·普萊斯納的X（前Twitter）
- 麥可·普萊斯納在互联网电影资料库（IMDb）上的資料（英文）